# La Conquête
 La Conquête  (Engels: The Conquest) is een Franse speelfilm van regisseur Xavier Durringer, die op het Filmfestival van Cannes 2011 (18 mei 2011) in première ging. De film gaat over Nicolas Sarkozy en zijn strijd om het presidentschap in 2007. Het script werd geschreven door de politiek historicus en documentairemaker Patrick Rotman op basis van diens analyse van Sarkozy.
La Conquête is de eerste film over een zittend Frans president.

## Rolverdeling
- Denis Podalydès - Nicolas Sarkozy
- Florence Pernel - Cécilia Sarkozy
- Bernard Le Coq - Jacques Chirac
- Hippolyte Girardot - Claude Guéant
- Samuel Labarthe - Dominique de Villepin
- Grégory Fitoussi - Laurent Solly
- Dominique Besnehard - Pierre Charon
- Saïda Jawad - Rachida Dati
- Pierre Cassignard - Frédéric Lefebvre
- Michèle Moretti - Bernadette Chirac
- Vincent Jouan - cameraman van France 2